# 九龍巴士81P線
九龍巴士81P線已取消路線，由沙田圍單向開往尖沙咀（漆咸道南），只於平日上午繁忙時間提供服務。

## 歷史
- 1992年3月4日：81C線增設特別班次，由沙田圍往九龍車站。
- 1993年9月27日：特別班次改稱81P，不前往九龍車站。
- 2011年8月24日：提升至全空調服務[1]。
- 2012年11月26日：配合路線重組，此線取消，由281B線取代。[2]

## 服務時間及班次
| 沙田圍開                 | 沙田圍開      | 沙田圍開     |
| 日期                     | 服務時間      | 班次（分鐘） |
| ------------------------ | ------------- | ------------ |
| 星期一至六               | 05:35         | 05:35        |
| 星期一至六               | 07:00 - 08:40 | 20           |
| 星期一至六               | 09:00 - 10:30 | 30           |
| 星期日及公眾假期不設服務 |               |              |

## 收費
全程：$7.1
- 聯合道往尖沙咀（漆咸道南）：$5.7

| - 本線設有12歲以下小童及65歲或以上長者半價優惠。 - 乘客可以現金或八達通於上車時付款，不設找續。 - 每位成人乘客可免費攜帶最多兩名4歲以下而不佔座位的兒童乘客乘車，超額之4歲以下小童必須繳付小童車費乘車。 - 持有「九巴月票」之乘客在車票有效期內，每日可享最多10程任何九龍巴士及龍運巴士路線（包括本路線，以及聯營路線的九龍巴士／龍運巴士提供的班次；惟乘搭機場「A」及「NA」線則可享原價二七折優惠（不會計算每天10次合資格車程））；而B1線則每日可享最多各2程（不會計算每天10次合資格車程）。 - 九龍巴士、城巴、龍運巴士及陽光巴士全職員工及家屬（不包括外判職員）可免費乘搭本路線，惟必須拍職員或職員家屬八達通。 - 乘客亦可透過多元化電子支付系統（e度嘟）繳付車資，包括使用非接觸式VISA卡、JCB卡、萬事達卡、銀聯卡、美國運通、大來國際、Discover Card、Apple Pay、Google Pay、Samsung Pay、AlipayHK「易乘碼」、支付寶、WeChatHK／微信支付「搭車碼」、銀聯雲閃付「乘車碼」及BOC Pay「乘車碼」。乘客使用此付款方式，使用此支付方式的乘客可享有中途下車之分段收費，以及與其他九巴／龍運獨營路線或聯營線九巴／龍運班次之轉乘優惠，惟不適用於與非九巴／龍運路線之轉乘優惠，亦不能享有「公共交通費用補貼計劃」及「長者及合資格殘疾人士公共交通票價優惠計劃」。 |

### 八達通轉乘優惠
由81K或88K於上車後兩小時半內轉乘本線，次程可獲HK$3.8優惠。
本線是九巴獅子山隧道轉乘優惠計劃的其中一條路線。

## 行車路線
經：崗背街、沙角街、沙田圍路、大涌橋路、車公廟路、紅梅谷路、獅子山隧道公路、獅子山隧道、窩打老道、彌敦道、梳士巴利道及漆咸道南。

### 沿線車站
| 沙田圍開   | 沙田圍開       | 沙田圍開       |
| 序號       | 車站名稱       | 位置           |
| ---------- | -------------- | -------------- |
| 1          | 沙田圍巴士總站 | 沙田圍巴士總站 |
| 2          | 田園閣         | 沙田圍路       |
| 3          | 乙明邨         | 大涌橋路       |
| 4          | 秦石邨         | 車公廟路       |
| 5          | 車公廟         | 車公廟路       |
| 6          | 新翠邨         | 紅梅谷路       |
| 7          | 世界花園       | 紅梅谷路       |
| 8          | 獅子山隧道     | 獅子山隧道公路 |
| 獅子山隧道 |                |                |
| 9          | 聯合道         | 窩打老道       |
| 10         | 九龍塘站       | 窩打老道       |
| 11         | 九龍塘會       | 窩打老道       |
| 12         | 九龍醫院       | 窩打老道       |
| 13         | 萬基大廈       | 窩打老道       |
| 14         | 何文田街       | 窩打老道       |
| 15         | 廣華醫院       | 窩打老道       |
| 16         | 油麻地消防局   | 窩打老道       |
| 17         | 永星里         | 彌敦道         |
| 18         | 長樂街         | 彌敦道         |
| 19         | 聖安德烈堂     | 彌敦道         |
| 20         | 中間道         | 彌敦道         |
| 21         | 新世界中心     | 梳士巴利道     |
| 22         | 麼地道         | 漆咸道南       |
| 23         | 金德大廈       | 漆咸道南       |

## 用車
此路線主要的用車由81C線抽調。

## 外部連結
- 九巴官方路線資料：81P （页面存档备份，存于）
- i-busnet：九巴81P線資料